# Cevennen
De Cevennen (Frans: Cévennes) is een streek en bergketen in het Centraal Massief in het zuiden van Frankrijk. Ze beslaat het grootste deel van het departement Lozère en kleinere gedeelten van de departementen Hérault en Gard in de regio Occitanie. In 2011 werden de Cevennen net als de Causses opgenomen door UNESCO op de werelderfgoedlijst als mediterraan agropastoraal cultuurlandschap.
Een bekende route is de Corniche des Cévennes.
Een groot deel van de Cevennen is gelegen binnen het Nationaal park Cevennen. Ook een deel van de naburige Causses vallen in het nationaal park.
In de Cevennen bevindt zich een aantal grotten en andere geologische formaties, waaronder:
- Gorges du Tarn
- l'Aven Armand, druipsteengrot
- Chaos de Montpellier-le-Vieux
- Chaos de Nîmes-le-Vieux
- Mont Aigoual ("Regenberg", 1567 m; heeft een meteorologisch museum en observatorium)
- Cirque de Navacelles in Navacelles
- La Grotte des Demoiselles
- Gorges de la Jonte
- Grotte de Dargilan
- Corniche des Cévennes
- Circuit des Vallées Cévenoles

## Streekproducten
- rogeret des Cévennes, een kaassoort gemaakt van rauwe geitenmelk of ook koemelk
- pélardon, een klein geitenkaasje
- oignon doux, bijzondere zoete uien

## Bekende plaatsen
- Alès
- Anduze
- Florac
- Ganges
- Le Rozier
- Le Vigan
- Mende
- Meyrueis
- Millau (met de hoogste en langste meervoudige tuiconstructie ter wereld)
- Saint-Guilhem-le-Désert
- Sainte-Enimie

## Bergen en passen
- Mont Lozère (1699 m; de hoogste berg in de Cevennen)
- Mont Aigoual (1567 m)
- Col de Montjardin (1005 m)
- Col de la Seryréde (1300 m)
- Col de Prat-Peirot (1380 m)
- Col du Minier (1264 m)

- Bibliothèque nationale de France: cb119341101 (data)
- Library of Congress Control Number: sh85022227
- Nationale Bibliotheek van Tsjechië: ge128424
- Nationale Bibliotheek van Israël: 987007284952405171
- Système universitaire de documentation: 027260224
- Virtual International Authority File: 173254878

Mont-Saint-Michel en baai · Kathedraal van Chartres · Paleis en park van Versailles · Basiliek van Vézelay op de colline éternelle · Prehistorische locaties en beschilderde grotten in de Vézèrevallei · Paleis en park van Fontainebleau · Kathedraal van Amiens · Romeins theater en omgeving en de triomfboog van Orange · Arles, Romeinse en romaanse monumenten · Cisterciënzer Abdij van Fontenay · Zoutziederij Salins-les-Bains en Koninklijke zoutziederij Arc-et Senans · Place Stanislas, Place de la Carrière en Place d'Alliance in Nancy · Abdijkerk van Saint-Savin-sur-Gartempe · Golf van Porto: Calanches de Piana, Golf van Girolata, Natuurreservaat Scandola · Pont du Gard · Straatsburg: Grande-Île · Parijs: oevers van de Seine · Kathedraal Notre Dame, Abdij van Saint-Remi en Paleis van Tau in Reims · Kathedraal van Bourges · Historisch centrum van Avignon · Canal du Midi · Historische vestingstad Carcassonne · Nationaal park Pyrénées-Mont Perdu · Pelgrimsroutes in Frankrijk naar Santiago de Compostella · Historisch Lyon · Rechtsgebied van Saint-Émilion · Loiredal tussen Sully-sur-Loire en Chalonnes-sur-Loire · Provins, stad van middeleeuwse jaarmarkten · Le Havre, stad herbouwd door Auguste Perret · Belforten in België en Frankrijk · Bordeaux, Port de la Lune · Vestingwerken van Vauban · Lagunes van Nieuw-Caledonië: rifdiversiteit en ecosystemen · Bisschopsstad Albi · Pitons, cirques en "remparts" van het eiland Réunion · De Causses en de Cevennen, mediterraan agropastoraal cultuurlandschap · Prehistorische paalwoningen in de Alpen · Steenkoolbekken van Nord-Pas-de-Calais · Beschilderde grot van de Pont d'Arc, bekend als de Grotte Chauvet-Pont-d’Arc, Ardèche · De climats van de wijnstreek Bourgogne · Heuvels, huizen en wijnkelders van Champagne · Architecturaal werk van Le Corbusier · Taputapuātea · Tektonisch landschap Chaîne des Puys en Limagnebreuklijn · Franse Zuidelijke Gebieden en Zeeën · Historische kuuroorden van Europa (Vichy) · Vuurtoren van Cordouan · Nice, winterbadplaats aan de Rivièra  · Oude en voorhistorische beukenbossen van de Karpaten en andere regio's van Europa ·  Te Henua Enata - De Markiezeneilanden